# Donald a des ennuis
Série Donald Duck
Pour plus de détails, voir Fiche technique et Distribution.
Donald a des ennuis (Put-Put Troubles) est un court métrage d'animation américain des studios Disney avec Donald Duck et Pluto, sorti le 19 juillet 1940.

## Synopsis
Donald a emmené Pluto  à bord de son bateau. Pluto est distrait par une grenouille et tombe à  l'eau. Alors que le bateau s'éloigne, la grenouille conduit le chien jusqu'à une source. De son côté, Donald a des ennuis avec le moteur de son  bateau.

## Fiche technique
- Titre   original : Put-Put Troubles
- Titre  français  : Donald a des ennuis
- Série : Donald Duck
- Réalisation : Riley Thompson
- Scénario : Carl Barks
- Animation[1] : Jim Armstrong,  Johnny Cannon,  Larry Clemmons,  Nick DeTolly,  George Goepper,  Emery Hawkins,  Volus Jones,  George Kreisl,  Lee Morehouse,  Kenneth Muse,  Ken Peterson,  Grant Simmons,  Claude Smith,  Judge Whitaker
- Effets  d'animation[1] : Jack Boyd,  Andy Engman,  Art Fitzpatrick,  Frank Follmer,  Joseph Gayek,  Murray Griffen,  Joseph Harbaugh,  Jack Huber,  Ed Parks,  Miles E. Pike,  Al Stetter,  Reuben Timmins
- Layout[1] : Bill Tracy
- Musique : Oliver Wallace
- Production : Walt Disney
- Société de production : Walt Disney Productions
- Société de distribution : RKO Radio Pictures
- Format : Couleur (Technicolor) - 1,37:1 - Son mono (RCA Sound System)
- Durée : 7 min
- Langue : Anglais
- Pays :  États-Unis
- Dates de   sortie : États-Unis : 19 juillet 1940[2]

## Voix originales
- Clarence Nash : Donald Duck
- Lee Millar : Pluto

## Voix françaises
- Sylvain Caruso : Donald Duck

## Titre en différentes langues
- Danemark  : Anders  Ands motorbåd
- Suède  : Kalle  Ankas aktersnurra

Source  : IMDb

## Sorties DVD
- Les Trésors de Walt Disney : Donald de A à  Z,  1re partie (1934-1941).